# 张宝顺
張寶順（1950年2月—），河北秦皇島人，中华人民共和国政治人物。1968年11月參加工作，1971年4月加入中國共產黨，中國人民大學函授學院馬列主義理論專業畢業，在職研究生學歷，碩士學位。曾任共青团中央书记处书记兼全国青联主席、山西省省长、中共山西省委书记、中共安徽省委书记及第十三届全国政协人口资源环境委员会副主任等职务。

## 生平

### 河北省
1968年11月起为秦皇島港務管理局碼頭四隊工人，1971年1月任港務管理局碼頭黨總支部幹事，1973年1月任港務管理局團委書記，1975年8月任港務管理局黨委副書記。

### 共青团
1978年12月调入共青团中央，任团中央青工部副處長、副部長。1982年12月至1985年11月，任共青團中央書記處候補書記兼工農青年部部長。1985年11月至1991年11月任共青團中央書記處書記（1982年8月至1987年6月在中國人民大學函授學院馬列主義理論專業學習）。1991年11月至1993年4月任共青團中央書記處常務書記、全國青聯主席（1991年11月明確為副部長級）（1989年12月至1991年12月在吉林大學經濟管理學院國民經濟計劃與管理專業在職學習，獲碩士學位）。

### 新华社
1993年4月至2001年9月任新華社副社長、黨組成員。1998年3月起任新华社黨組副書記。

### 山西省
2001年9月，出任中共山西省委副書記。2004年1月，任山西省人民政府代省長、省長。2005年7月任中共山西省委書記。2006年1月当选为省人大常委會主任。

### 安徽省
2010年5月，转任中共安徽省委书记，2011年1月当选为省人大常委會主任。2015年6月，因年龄原因卸任省委书记职务。

### 全国人大及政协
2015年7月，十二届全国人大常委会任命其为环境与资源保护委员会副主任委员。2016年起，数次担任中央环保督察组负责人。2018年3月，任十三届全国政协人口资源环境委员会副主任。
张宝顺中共十四届中央紀律檢查委員會委員，第十六屆中央候補委員，第十七、十八届中央委員，第八屆全國政協常委，第九、十三届全國政協委員。